# Чина бледноватая
Чина бледноватая (лат. Lathyrus pallescens) — вид травянистых растений рода Чина (Lathyrus) семейства Бобовые (Fabaceae).

## Распространение и экология

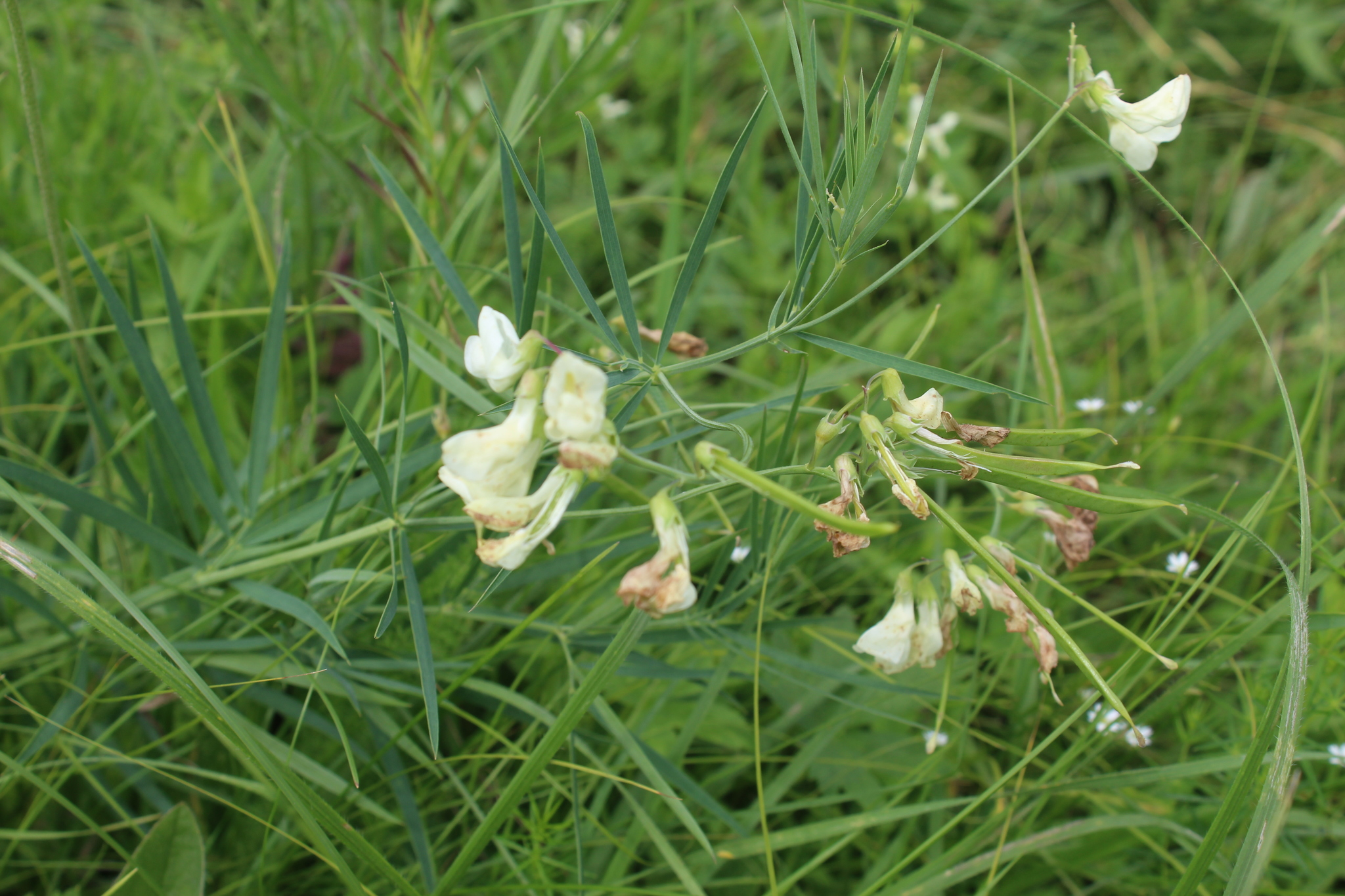
Кисть

Понтический вид. Произрастает в Европейской части России, Крыму, на Кавказе, в Западной и Восточной Сибири, Средней Азии. Мезофит. Произрастает в среднем горном поясе на лугах, травянистых склонах и в кустарниках.

## Ботаническое описание
Многолетние растения. Стебли прямые, гранистые, почти неветвистые, 20—40 см высотой, корневище тонкое, ползучее. Прилистники полустреловидные, узколанцетные. Ось листа гранистая, заканчивающаяся ланцетно-линейным или нитевидным прямым окончанием. Листочки в числе 2—3 пар, линейно-ланцетные, заостренные, (1) 2—4 (6) см длиной.
Цветоносы длиннее листьев, кисти с 4—6 (10) цветками. Цветоножки короче чашечки. Чашечка 6—8 мм дл., голая, колокольчатая, с треугольно-яйцевидными острыми или заостренными зубцами более короткими чем трубочки. Венчик 15—17 (20) мм длиной, желтовато-белый; флаг округло-овальный, суженный. Бобы эллиптические, несколько сжатые, 2,5—4 мм длиной и 2—2,5 мм шириной, голые, сетчато-морщинистые с 1, реже 2 семенами.
Цветёт в мае—июне, плодоносит в июне—июле.

## Значение и применение
Растение среднего кормового качества.